# Фірлюк східний
Фірлюк східний (Mirafra pulpa) — вид горобцеподібних птахів родини жайворонкових (Alaudidae). Мешкає в Східній Африці. Раніше вважався підвидом чагарникового фірлюка.

## Опис
Довжина птаха становить 12,5-15 см, з яких від 5,4 до 5,7 см припадає на хвіст. Довжина дзьоба становить 1,15-1,2 см. Середня вага птаха становить 21-23 г. Виду не притаманний статевий диморфізм.
Верхня частина тіла сірувато-коричнева, поцяткована рудувато-коричневими смужками. Шия і спина дещо світліші. Над очима тонкі світлі "брови". Скроні коричневі, горло біле. Груди жовтувато-коричневі, поцятковані темно-коричневими плямками. Живіт білий. Крила коричневі з рудувато-коричневими краями. Дзьоб зверху темний, знизу світліший. Лапи тілесного кольору, очі карі.

## Поширення і екологія
Східні фірлюки поширені в центрі, на південному сході і на північному заході Кенії, на півдні Ефіопії, та на північному сході Танзанії. Це осілий птах, який мешкає кільнома окремими популяціями. Живе на луках і на пасовиськах. Уникає надто сухих районів, натомість віддає перевагу вологим лукам, порослим чагарником.

## Поведінка
Це малодосліджений вид птахів. Як і інші жайворонки, харчується насінням і комахами.